# Ololygon arduous
Ololygon arduous é uma espécie de anfíbio da família Hylidae. Endêmica do Brasil, onde pode ser encontrada apenas no município de Santa Teresa, no estado do Espírito Santo.